# Latifur Rahman
Latifur Rahman, beng. লতিফুর রহমান (ur. 1 marca 1936 w Dźoszohorze, zm. 6 czerwca 2017 w Dhace) – banglijski polityk, sędzia, tymczasowy premier Bangladeszu w roku 2001.
Pochodzi z dystryktu Jessore (obecnie w prowincji Khulna, wówczas część brytyjskich Indii). Jego ojcem był prawnik Khan Bahadur Lutfur Rahman. Na Uniwersytecie w Dhace ukończył studia z zakresu literatury angielskiej i prawa, początkowo zajął się wykładaniem. Od 1960 pracował w Sądzie Najwyższym. W 1979 został tymczasowym, a w 1981 stałym sędzią Sądu Najwyższego. Od 15 stycznia 1991 był sędzią w jego Wydziale Apelacyjnym, a z dniem 1 stycznia 2000 roku objął w nim przewodnictwo. 28 lutego 2001 przeszedł na emeryturę.
Zgodnie z konstytucyjnym zwyczajem przejął funkcję premiera w okresie wyborczym od 15 lipca do 10 października 2001 roku jako szef rządu tymczasowego (zwany chief adviser). Jednocześnie zajmował stanowisko ministra spraw zagranicznych. Jego dziesięcioosobowy gabinet zawierał członków wszystkich większych partii. Po zwycięstwie wyborczym z 1 października 2001 władzę przejęła Chaleda Zia jako liderka Nacjonalistycznej Partii Bangladeszu.
Zmarł 6 czerwca 2017 w szpitalu w Dhace po tym, jak 10 dni wcześniej doznał udaru. Był żonaty, miał trzy córki.